# Platz des Friedens (Quedlinburg)

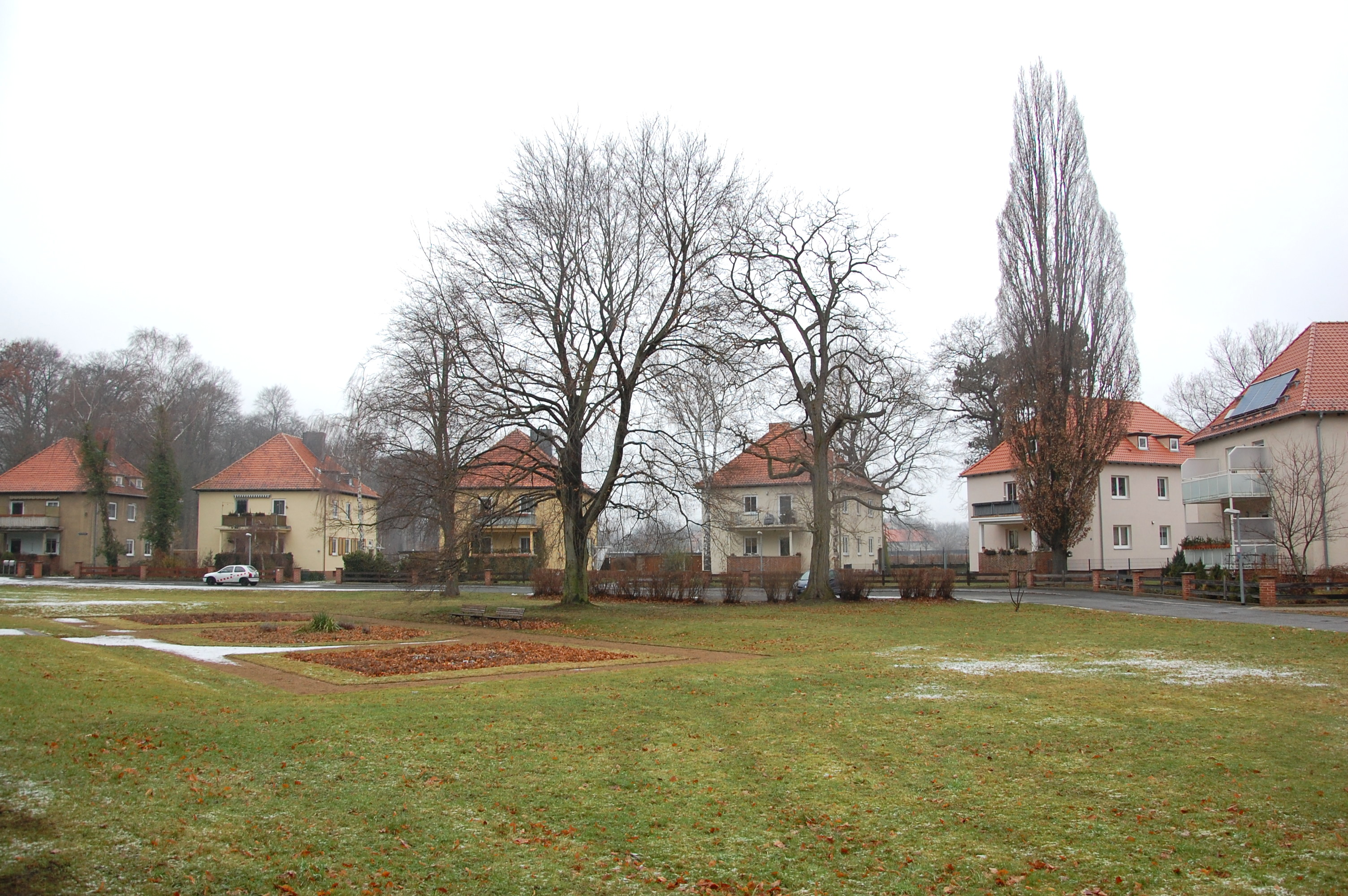
Platz des Friedens

Der Platz des Friedens ist ein denkmalgeschützter Platz in der Stadt Quedlinburg in Sachsen-Anhalt.

## Lage
Er befindet sich südlich des Quedlinburger Schloßbergs an der Einmündung der Billungstraße auf die Brühlstraße. Südlich erstreckt sich der Brühlpark. Der Platz ist im Quedlinburger Denkmalverzeichnis eingetragen, wobei der denkmalgeschützte Bereich mit der Bezeichnung Platz des Friedens 3-8 angegeben wird.

## Architektur und Geschichte
Der Platz gehörte ursprünglich zum Brühlpark. In seinem Bereich befand sich das Denkmal für Carl Ritter. An der West- und Nordseite des dreieckig geschnittenen Platzes entstanden dann in den 1930er-Jahren sechs Offiziershäuser, die in einer geschwungenen Linie angeordnet sind. Das Zentrum des Areals wurde zum Schmuckplatz mit einer kleinen Grünanlage umgestaltet.